# 三側錐六角柱
三側錐六角柱（さんそくすいろっかくちゅう、Triaugmented hexagonal prism）とは、57番目のジョンソンの立体であり、正六角柱のそれぞれ隣り合わない側面すべてに正四角錐を貼り付けたものである。

## 近縁な図形
| 二側錐六角柱 （正四角錐を1つ取り除く）  | 側錐六角柱 （正四角錐を2つ取り除く）                                                                                          | 双側錐六角柱 |
| 三側錐三角柱 （角柱の角の数を半減する） | 三角広底球形屋根丸塔 （片方の正六角形とそれに隣接する正三角形を、4枚の正三角形と3枚の正五角形を組み合わせたものに置き換える） |              |